# NBC Nightly News
NBC Nightly News — ежедневная программа вечерних новостей на NBC News, выходящая с 3 августа 1970 года. В настоящее время по будням программу ведёт Лестер Холт. В будние вечера транслируется в прямом эфире на большинстве станций NBC с 18:30 до 19:00 по восточному поясному времени, а иногда ретранслируется для зрителей тихоокеанского часового пояса. Настоящая музыкальная тема была написана Джоном Уильямсом. По состоянию на 2010 год, Nightly News имеет самый высокий рейтинг среди новостных программ в США.

## Эпоха Джона Ченслора и Дэвида Бринкли (1970—1982)
Новостная программа Huntley-Brinkley Report была переименована в NBC Nightly News в августе 1970 года, после выхода на пенсию Чета Хантли. В качестве новых ведущих были приглашены Дэвид Бринкли, Джон Ченслор и Фрэнк Макги, причем только одна пара из этой тройки могла вести новостной выпуск. Бринкли всегда вел программу из Вашингтона, Макги из Нью-Йорка. Ченслор курсировал между двумя городами, в зависимости от соведущего. До середины 1970-х новостные выпуски в субботу и воскресенье назывались соответственно NBC Saturday Night News и NBC Sunday Night News.
Впоследствии руководители канала, осознав неустойчивость такого ведения дел и в результате ухода аудитории к CBS Evening News, сделали 9 августа 1971 Ченслора единственным ведущим, с предоставлением Бринкли трёхминутного комментария из Вашингтона несколько раз в неделю под названием David Brinkley’s Journal. Позже сделали попытку опять вывести в эфир связку Ченслор-Бринкли, но она провалилась, и Ченслор опять стал единоличным ведущим.
Несмотря на различные изменения, Ченслор так и не смог одолеть Уолтера Кронкайта из CBS Evening News в американском рейтинге новостей. Уйдя с поста телеведущего 2 апреля 1982 года, он остался редакционным комментатором программы вплоть до своей отставки в 1993 году.

## Эпоха Тома Броко (1982—2004)
5 сентября 1983 Том Брокау, который до тех пор вёл Today Show, и совместно с Роджером Маддом Nightly News, стал в одиночку вести Nightly News, в тот же день, когда у ABC World News Tonight Питер Дженнингс стал единственным ведущим. Присутствие Броко медленно привлекало зрителей, и в 1990-е за лидерство в рейтинге боролись только ABC и NBC. В 1997 году Nightly News впервые поднялось на первую строчку и не сходило с неё в течение десяти лет. Когда-то доминирующий CBS Evening News потерял значительную часть аудитории и сместился на третье место в битве за аудиторию.
Сразу после президентских выборов 2004 года Броко покинул канал. Его последний эфир состоялся 1 декабря 2004 года, завершая 22-летнюю карьеру легендарного ньюсмейкера — рекордный срок в истории NBC. Броко сменил Брайан Уильямс на следующий день.

## Эпоха Брайана Ульямса (2004—2015)
Брайан Уильямс стал ведущим вечерних новостей 2 декабря 2004 года. Программа с 10-миллионной аудиторией в неделю прочно удерживала своё лидерство с декабря 2004 года до февраля 2007, когда вперед вырвались «Всемирные новости с Чарльзом Гибсоном» от ABC. Однако, спустя несколько месяцев вечерних новости восстановили своё положение, оставаясь, таким образом, самым популярным новостным шоу на протяжении десятилетия.
Популярность Уильямса поднялась на новый уровень во время освещения им урагана 2005 года.
4 декабря 2006 года новости впервые за свою 36-летнюю историю прерывались короткой рекламой Philips.
Рейтинг Nielsen за март 2009 года показал, что вечерние новости от NBC занимают третье место на рынке Нью-Йорка, вслед за ABC World News и CBS Evening News. В сочетании с нестабильностью программы новостей на WNBC.
В настоящее время Nightly News является самой популярной информационной программой в США. Однако, с запуском ABC World News с Дианой Сойер, разрыв между двумя программами сократился. За неделю с 5 апреля 2010 года разрыв между выпусками NBC и ABC составил 780 тысяч зрителей.
В 2015 году программу стал вести Лестер Холт.

## Новости в HD-качестве
11 декабря 2006 года NBC Nightly News начали вещание видео высокой четкости (1080i). Большинство кадров, однако, выходило в стандартной четкости, в то время как полное преобразование в HD по плану завершено в 2009 году. CBS Evening News начал вещание в HD 7 января 2008 года. ABC начал вещание в HD 7 июня 2008 года, во время трансляции съезда Демократической партии.

## Вещание за пределами Соединенных Штатов
Вечерние новости от NBC транслируются в следующих странах и регионах:
- Европа, на канале CNBC Europe
- Ближний Восток, канал Orbit News
- Филиппины, канал Solar TV
- Япония, канал NTV NEWS 24
- Бермуды, VSB-TV
- Белиз , Tropical Vision Limited
- Латинская Америка, канал CNBC Latin America
- Гонконг, TVB Pearl

## Известные инциденты
В сентябре 2001 года ведущему Тому Броко пришло письмо, содержащее споры сибирской язвы. Броко не пострадал, но два работника NBC News были инфицированы.
18 апреля 2007 года в редакцию NBC News пришёл пакет, содержащий манифест Чо Сын Хи, студента, устроившего резню в университете Вирджинии двумя днями ранее. Пакет содержал DVD-диск и около сорока фотографий. Частично содержание посылки было показано, хотя и было отредактировано, в выпуске Nightly News от 18 апреля.